# Aporosa lanceolata
Aporosa lanceolata är en emblikaväxtart som först beskrevs av Louis René Tulasne, och fick sitt nu gällande namn av George Henry Kendrick Thwaites. Aporosa lanceolata ingår i släktet Aporosa och familjen emblikaväxter.
Artens utbredningsområde är Sri Lanka. Inga underarter finns listade i Catalogue of Life.